# Берёзовка (Токарёвский район)
Берёзовка — село в Токарёвском районе Тамбовской области России. 
Входит в состав Абакумовского сельсовета.

## География
Расположено в 11 км к северу от районного центра, рабочего посёлка Токарёвка.

## Население
| 2002 | 2010 |
| ---- | ---- |
| 327  | ↘223 |

Согласно результатам переписи 2002 года, в национальной структуре населения русские составляли 95 % от жителей.

## История
До 2008 года село входило в Красивский сельсовет.